# La Verna
Sanktuarium w La Verna – franciszkańskie sanktuarium górujące nad miejscowością Chiusi della Verna w prowincji Arezzo we Włoszech. W miejscu tym św. Franciszek z Asyżu otrzymał 14 lub 15 września 1224 stygmaty.
Sanktuarium wznosi się na południowym stoku Góry Penna, na wysokości 1128 m n.p.m. Miejsce jest celem licznych pielgrzymek. Na terenie sanktuarium znajdują się miejsca kultu – kaplice i eremy.
Przy sanktuarium prowadzony jest dom pielgrzyma, wydawany jest miesięcznik dewocyjny La Voce della Verna, organizowane są dni skupienia i rekolekcje dla grup parafialnych i duszpasterstw. Do popularnych pamiątek kupowanych na terenie sanktuarium należą ceramiki pokryte szkliwem, kopie znajdujących się w sanktuarium dzieł z pracowni Andrei della Robbia.
La Verna znajduje się na terenie włoskiego parku narodowego Foreste Casentinesi, Monte Falterona, Campigna.

## Historia

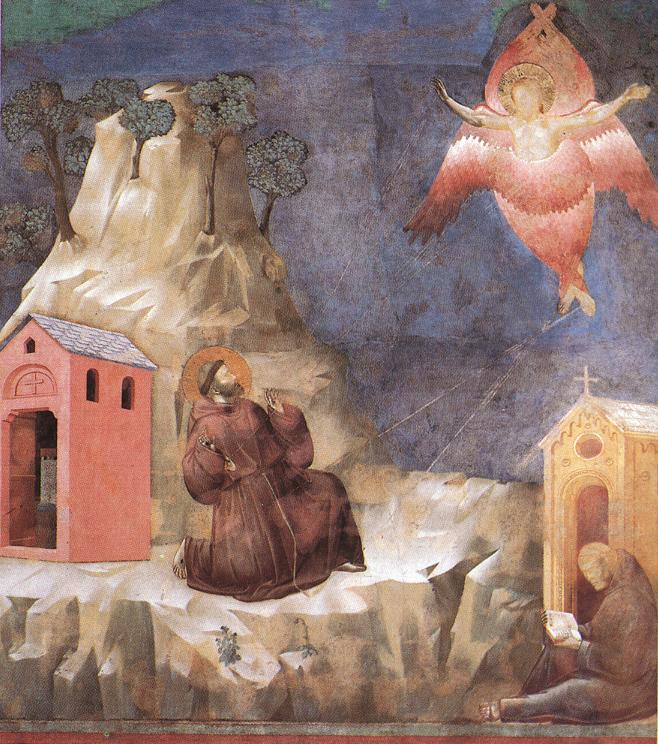
Stygmatyzacja św. Franciszka na Górze Alwernia, fresk Giotta

La Verna jest najczęściej odwiedzanym spośród sanktuariów w Dolinie Casentino. Fundacja pierwszego eremu franciszkańskiego sięga czasów Franciszka z Asyżu. Dnia 8 maja 1213 przyszły święty spotkał hrabiego Orlando di Chiusi della Verna, który ofiarował mu Monte della Verna, znajdujące się na terenie jego dóbr. Od tego czasu La Verna stała się miejscem licznych i długich okresów przebywania na modlitwie zarówno Biedaczyny z Asyżu jak i innych braci, którzy z czasem osiedlili się tu na stałe. Najpierw powstały niewielkie eremy i kaplica poświęcona Matce Bożej Anielskiej (1216–1218). Momentem zwrotnym w historii sanktuarium była stygmatyzacja św. Franciszka w 1224. Cud ten, poświadczony przez biografów świętego i naocznych świadków, którzy widzieli ślady gwoździ i przebity bok Biedaczyny, miał miejsce w La Verna 14 lub 15 września 1224. Owego roku Franciszek przebywał na La Verna od 15 sierpnia do 29 września, zachowując tzw. post św. Michała Archanioła.
Protektorat papieski nad sanktuarium zapoczątkował Aleksander IV. Pierwszy kościół był konsekrowany w obecności generała franciszkanów Bonawentury z Bagnoreggio i kilku biskupów, co podniosło rangę nowej świątyni. Kilka lat później wybudowano Kaplicę Stygmatyzacji w pobliżu miejsca, w którym się ona dokonała. Za budowę zapłacił hrabia Simone da Battifole. Budowę bazyliki rozpoczęto w 1348. Ukończona została w 1459.
Klasztor franciszkanów został częściowo zniszczony przez pożar w połowie XV wieku. Zakonnicy byli dwukrotnie wyrzucani w 1818 i 1866, kiedy to zgromadzenia zakonne ulegały kasacie. W czasie ostatnich wojen światowych sanktuarium było też sprofanowane. Obecnie na La Verna ponownie mieszkają franciszkanie.

## Architektura i sztuka

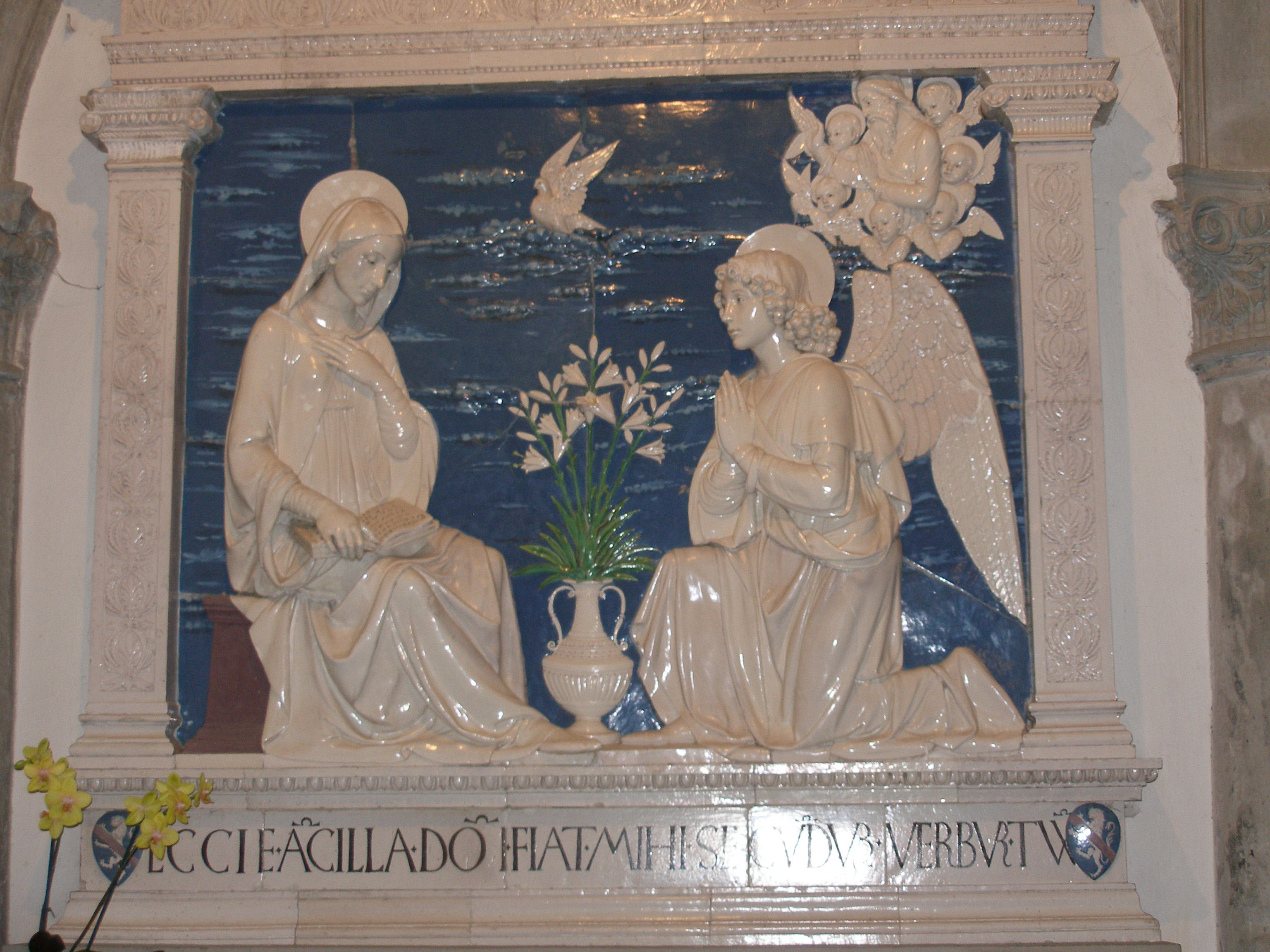
Zwiastowanie, ceramika Andrea della Robbia

### Kaplica Matki Bożej Anielskiej
Wzniesiona zaraz po tym, jak Madonna ukazała się św. Franciszkowi, była zalążkiem dzisiejszego sanktuarium. Przed kaplicą znajduje się niski portyk. Jest jednonawowa. Wzniesiona została na życzenie Franciszka z Asyżu. Została powiększona w 1250, ze względu na zwiększającą się liczbę pielgrzymów, którzy odwiedzali miejsce pobytu założyciela franciszkanów. Konsekrowana w sierpniu 1260 w obecności biskupów Florencji, Fiesole, Arezzo, Perugii, Asyżu i Città di Castello. W czasie uroczystości obecny był siódmy generał franciszkanów św. Bonawentura. Jego darem jest najprawdopodobniej dzwon umieszczony w sygnaturce z 1257. W kaplicy pochowany został hrabia Orlando, który ofiarował La Vernę św. Franciszkowi.
W głównym ołtarzu znajduje się ceramika pokryta szkliwem Wniebowzięta ofiarująca pasek św. Tomaszowi Apostołowi ze świętymi Grzegorzem, Franciszkiem i Bonawenturą autorstwa Andrea della Robbia z ok. 1485. Obok wejścia wiszą dwa inne dzieła tego samego artysty Boże Narodzenie ze św. Franciszkiem i św. Antonim oraz Pietà.

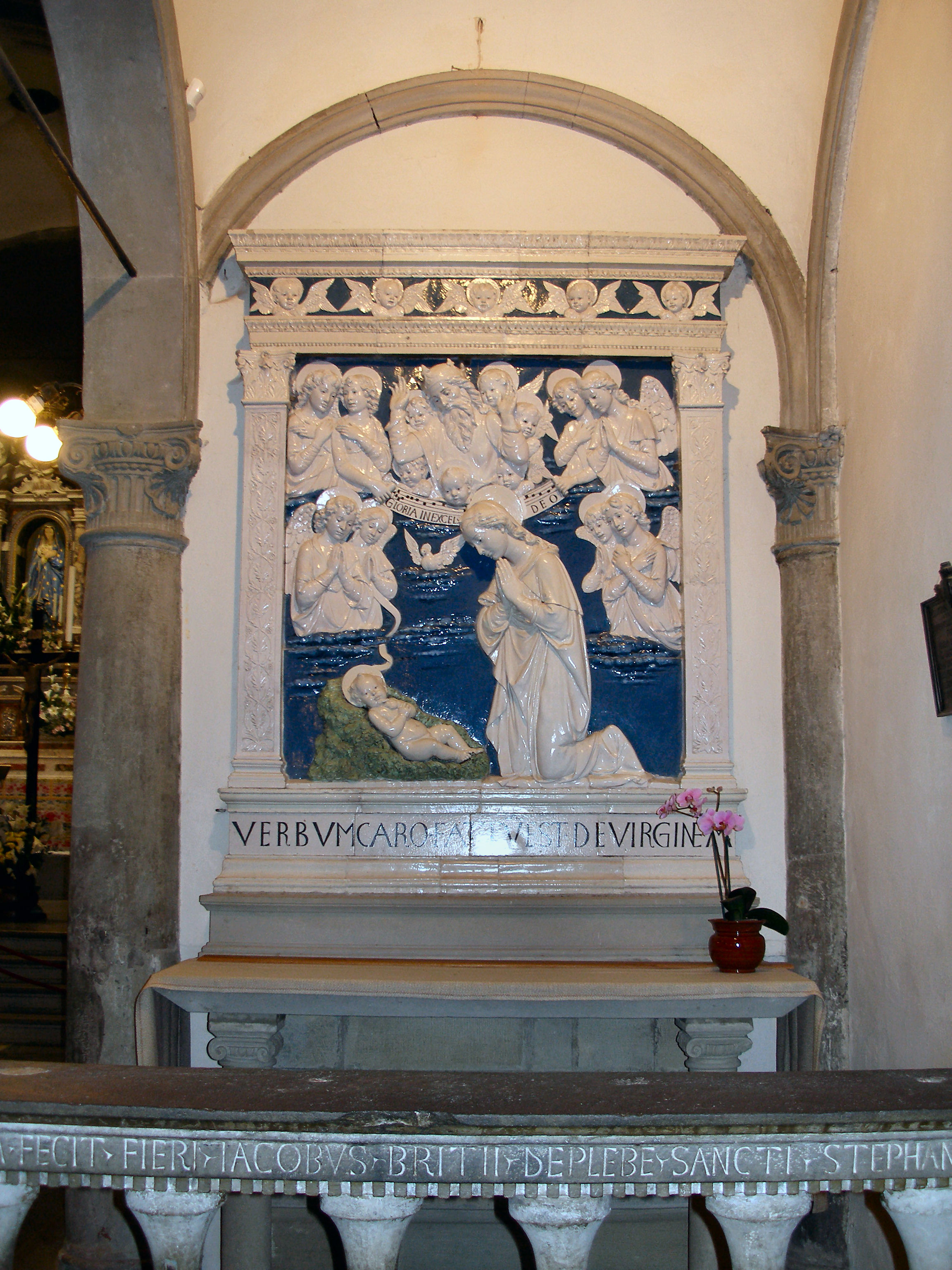
Boże Narodzenie, ceramika Andrea della Robbia

### Bazylika
Świątynia ta jest pod wezwaniem Matki Bożej Wniebowziętej. Wznoszono ją i przebudowywano na przestrzeni XIV–XVI wieku. Konsekracja miała miejsce w 1568. Jest konstrukcją jednonawową, na planie krzyża łacińskiego, z zewnętrznym portykiem, który przedłużony został w kierunku dzwonnicy.
We wnętrzu bazyliki zachowały się najważniejsze dzieła pochodzące z pracowni Andrei della Robbia. Najstarszą ceramiką jest Zwiastowanie z ok. 1475. W kaplicy obok prezbiterium znajduje się Wniebowstąpienie z ok. 1490. Po obu stronach prezbiterium znajdują się figury św. Franciszka i św. Antoniego Opata (z ok. 1475-1480). Inne dzieła Della Robbia to Boże Narodzenie (1479) oraz Madonna na tronie z Dzieciątkiem i świętymi nazywana Madonna del Rifugio (ok. 1515–1520).

#### Prezbiterium
Za prezbiterium znajduje się chór ze stallami z drewna orzechowego z intarsjami przedstawiającymi Wniebowziętą, św. Wawrzyńca i bł. Jana. Jest to dzieło dziewiętnastowieczne stolarza-artysty franciszkanina Leonarda Galibertiego z Legnaia (1859-1948). Klęczniki z 1509 ozdobione są intarsjami Piero di Zanobi.

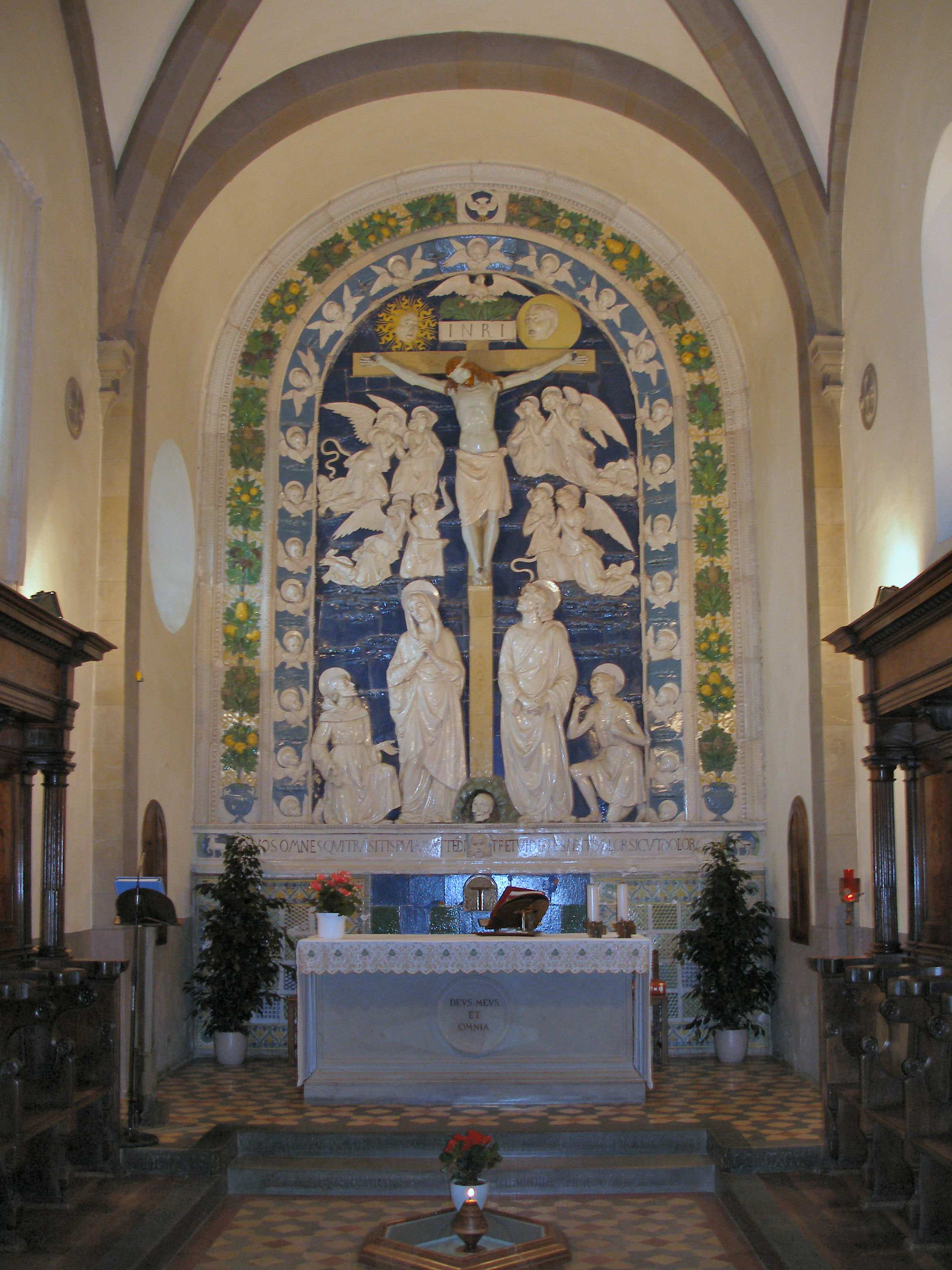
Ukrzyżowanie, ceramika Andrea della Robbia

#### Kaplica Ginori
Nad wejściem do Kaplicy Ginori znajdują się organy z 1586, dzieło Onofrio Zeffirini z Cortony. Kaplica ta została ufundowana przez hrabiego Ginori. Neoklasycystyczne wnętrze zaprojektował w 1939 Guido Morozzi. W ołtarzu tej kaplicy znajduje się kopia ceramiki Andrea della Robbia Madonna kontemplującej Dzieciątko. Oryginał znajduje się we Florenckim Bargello.

#### Kaplica relikwii
Po lewej stronie nawy głównej znajduje się tzw. Kaplica relikwii z 1635, gdzie przechowywane są przedmioty, których używał św. Franciszek z Asyżu (chustka, talerz, kubek, sznurek cingulum, dyscyplina). W samym centrum ustawiona jest relikwia krwi Franciszka. Pod loggią odnowioną po II wojnie światowej, znajduje się brązowa kopia dzieła hiszpańskiego malarza Murilla Franciszek obejmujący krzyż. Autorem kopii był Vincenzo Rosignoli, jest ona darem z 1888 papieża Leona XIII. Ten sam artysta jest autorem rzeźby przedstawiającej św. Franciszka z chłopcem z 1903, która stoi przed wejściem do bazyliki.

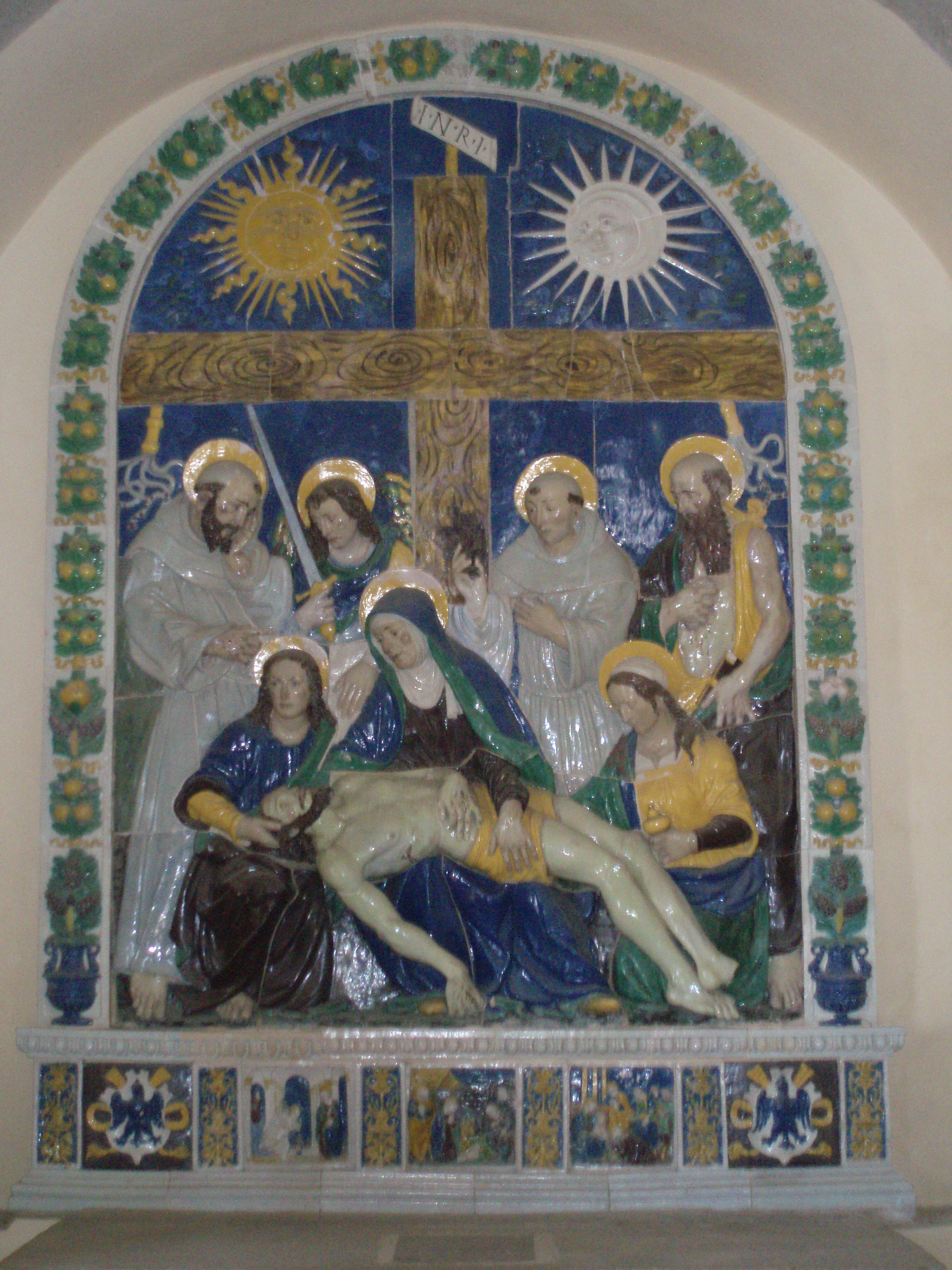
Kaplica Piety, ceramika Santiego Buglioniego

### Kaplica Piety
Nazywana też Kaplicą hrabiego Checco di Montedoglio. Ukończona w 1532. Jest to pierwsza kaplica po lewej stronie przed tzw. Korytarzu Stygmatów (wł. Corridoio delle Stimmate), łączącym bazylikę z Kaplicą Stygmatów i urwiskiem. W kaplicy znajduje się dzieło Santi Buglioni ceramika przedstawiająca Matkę Bożą Bolesną ze świętymi – Pietę.

### Korytarz Stygmatów
Zbudowany został w latach 1578–1582. Od 1431 odbywa się w nim codzienna procesja w kierunku miejsca stygmatyzacji św. Franciszka. Na ścianach znajdują się freski przedstawiające sceny z życia Biedaczyny z Asyżu. Osiemnaście obrazów wykonał Baccio Maria Bacci w latach 1929 i 1962. Dzieła Bacciego zastąpiły freski z XVII w. autorstwa franciszkanina Emanuela z Como, które w 1840 odnawiane były przez Luigiego i Giovanniego Ademollich.

### Kaplica Stygmatów
Jest sercem sanktuarium w La Verna. Została zbudowana w 1263 w miejscu stygmatyzacji św. Franciszka. Posiada jedną nawę o sklepieniu krzyżowym. Kamienna płyta wskazuje miejsce, w którym Franciszek ujrzał Serafina i otrzymał stygmaty. Nad drzwiami znajduje się tondo, okrągła ceramika pochodząca z pracowni Della Robbich, która przedstawia Madonnę z błogosławiącym Dzieciątkiem. Na tylnej ścianie umieszczono ceramikę z 1481 autorstwa Andrei della Robbia ze sceną Ukrzyżowania.

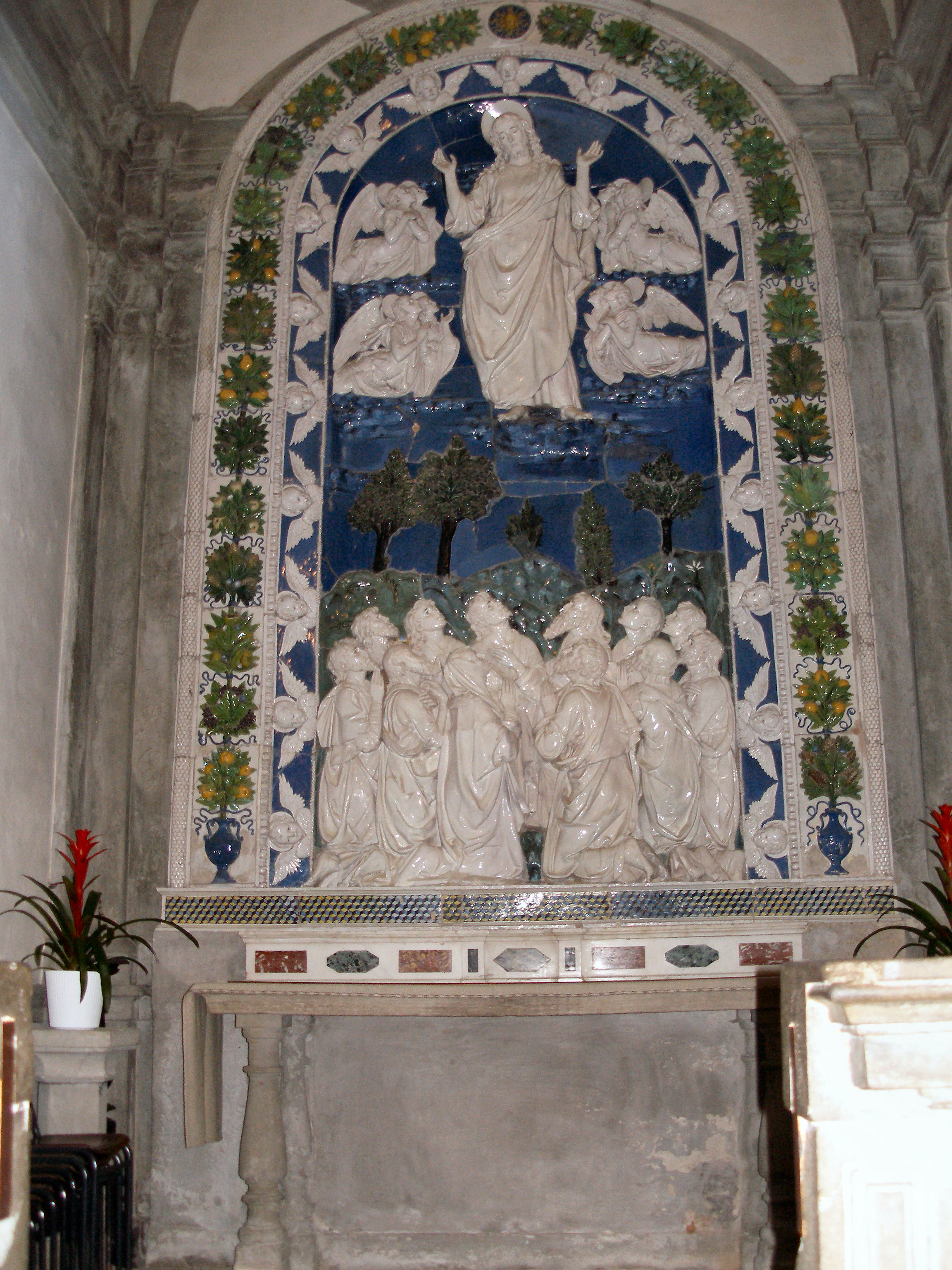
Wniebowstąpienie, ceramika Andrea della Robbia

### Quadrante
Duży plac wyłożony płytami kamiennymi, z którego wchodzi się do większości kaplic i miejsc dostępnych dla pielgrzymów przybywających do sanktuarium w La Verna. Zawdzięcza swą nazwę zegarowi słonecznemu znajdującemu się na murze dzwonnicy. Na placu znajduje się drewniany krzyż spod którego rozciąga się panorama na Dolinę Casentino i pozostałości zamku hrabiego Orlando di Chiusi.
Po lewej stronie znajduje się tzw. pozzo della foresteria – cysterna wykuta w XVI wieku, z której czerpano wodę dla przybywających do bazyliki pielgrzymów.

### Kaplica św. Piotra z Alkantary
Poświęcona hiszpańskiemu mistykowi Piotrowi z Alkantary, została wzniesiona w miejscu, w którym znajdowała się pierwsza cela św. Franciszka z Asyżu. Budowla powstała pod koniec XV wieku. Właściwa kaplica św. Piotra z Alkantary znajduje się na piętrze. U wejścia do kaplicy do XVII w. wmurowana była tablica z następującą inskrypcją: W roku 1225 błogosławiony Franciszek zwykł zatrzymywać się pod tym drzewem, by dziękować w duchu uwielbienia. W okolicach święta Podwyższenia Krzyża Świętego ukazał mu się na stoku tej góry serafin, w miejscu gdzie znajduje się dzisiaj Erem Ukrzyżowania. Od tego dnia odciśnięte zostały na jego ciele stygmaty Pana Naszego Jezusa Chrystusa.